# Exacum anamallayanum
Exacum anamallayanum är en gentianaväxtart som beskrevs av Richard Henry Beddome. Exacum anamallayanum ingår i släktet Exacum och familjen gentianaväxter. Inga underarter finns listade i Catalogue of Life.